# Volker Tittel
Volker Tittel (* 23. Juni 1957 in Itzehoe) ist ein deutscher Kameramann.

## Leben
Volker Tittel absolvierte von 1974 bis 1977 eine Ausbildung zum Fotografen. Nach einem Jahr Zivildienst in einem Krankenhaus studierte er von 1979 bis 1981 an der Staatlichen Fachschule für Optik und Fototechnik (SFOF) in Berlin. 1982 wurde er freier Kameramann für Dokumentar- und Spielfilme.
In den Jahren 1986, 1992 und 1996 wurde er jeweils mit dem Deutschen Kamerapreis ausgezeichnet. 1995 folgte die Auszeichnung in der Kategorie Best Cinematography auf dem Valencia Festival of Mediterranean Cinema für die europäische Coproduktion „TRÊS IRMAÕS“ von Teresa Villaverde.
Neben der Tätigkeit als Kameramann arbeitet Volker Tittel seit 2009 in seiner Firma Campilots zusammen mit seinem Kompagnon Holger Fleig an filmtechnischen Neuentwicklungen. Im ersten Jahr ihrer Zusammenarbeit entstand die Konstruktion einer ferngesteuerten Kamera-Drohne mit einem stabilisierten, funkgesteuerten Kameraschwenkkopf. Mit Hilfe dieser neuartigen Drohne machten sie Luftbildaufnahmen im Inneren der Sixtinischen Kapelle. Dafür erhielt Volker Tittel im Jahr 2010 den Bayerischen Fernsehpreis für seine Kameraarbeit in der BR/UFA Produktion Vatikan-Die verborgene Welt.
Für ihre Arbeit als Pioniere auf diesem Gebiet erhielten Volker Tittel und sein Partner Holger Fleig auf der Internationalen Fachmesse für Filmtechnik in München den CINEC Award 2010. Im gleichen Jahr folgte der BKM-Innovationspreis des deutschen Films. Im Jahr 2012 erhielten die beiden Filmpioniere noch einen weiteren CINEC Award, dieses Mal für die Entwicklung einer ferngesteuerten CableCam für den horizontalen und vertikalen Betrieb.
Volker Tittel lebt und arbeitet in München. 2006 gründete er gemeinsam mit seiner Frau, der Regisseurin Maria Knilli, die Tittel & Knilli Filmproduktion, welche häufig für den Bayerischen Rundfunk arbeitet.
Tittel ist Mitglied im Berufsverband Kinematografie (BVK).

## Filmografie (Auswahl)
- 1990: Fünf Bier und ein Kaffee
- 1990: Die Ministranten
- 1993: Tatort: Alles Palermo (Fernsehreihe)
- 1995: Paul Bowles – Halbmond
- 1996: Tatort: Schattenwelt
- 1996: Musik ist Trumpf – Über die Gewalt des Zusammenhangs (Dokumentarfilm)
- 1999: Otomo
- 2001: Allein unter Männern
- 2002: Eclipse
- 2002: Wilsberg und der Tote im Beichtstuhl (Fernsehserie)
- 2002: Therapie und Praxis
- 2004: Delphinsommer
- 2004: Tatort: Schichtwechsel
- 2006: Wilsberg: Callgirls
- 2006: Einsatz in Hamburg – Mord auf Rezept
- 2006: Der Tag, als die Beatles (beinahe) nach Marburg kamen
- 2006: Die Hochzeit meines Vaters (Fernsehfilm)
- 2007: Der Novembermann (Fernsehfilm)
- 2007: Wilsberg: Miss-Wahl
- 2007: Einsatz in Hamburg – Mord nach Mitternacht
- 2008: Flieger über Amazonien
- 2009: Ein Dorf sieht Mord (Fernsehfilm)
- 2009: Tatort: Wir sind die Guten
- 2009: Ein geheimnisvoller Sommer
- 2010: Verstrickt und zugenäht (Fernsehfilm)
- 2011: Vatikan – Die verborgene Welt (Dokumentation)
- 2011: Mord in bester Familie (Fernsehfilm)
- 2011: Ein starkes Team: Blutsschwestern
- 2012: Meine Tochter, ihr Freund und ich (Fernsehfilm)
- 2012: Schleuderprogramm (Fernsehfilm)
- 2013: Ein starkes Team: Prager Frühling
- 2013: Meine Frau, ihr Traummann und ich (Fernsehfilm)
- 2015: Nele in Berlin (Fernsehfilm)
- 2014: Für immer ein Mörder – Der Fall Ritter (Fernsehfilm)
- 2015: Das Kloster bleibt im Dorf (Fernsehfilm)
- 2015: Nele in Berlin (Fernsehfilm)
- 2015: Overgames (Dokumentarfilm)
- 2017: Unter Verdacht: Die Guten und die Bösen
- 2018: Supa Modo
- 2018: Marie Brand und der schwarze Tag
- 2019: Schwartz & Schwartz: Der Tod im Haus
- 2020: Tatort: Krieg im Kopf
- 2020: Countdown
- 2021: Tatort: Dreams
- 2021: Marie Brand und der Tote im Trikot
- 2022: Tatort: Mord unter Misteln
- 2022: Stubbe – Von Fall zu Fall: Ausgeliefert
- 2023: Tod am Rennsteig – Auge um Auge